# Fritz Landenberger
Fritz Landenberger (* 25. Mai 1892 in Schramberg; † 5. April 1978 in Esslingen am Neckar) war ein deutscher Politiker.

## Leben
Landenberger war eines von elf Kindern von Paul Landenberger und seiner Frau Frida, Tochter von Erhard Junghans. Er besuchte die Lateinschule in Schramberg und das Realgymnasium in Stuttgart. Danach studierte er Jura und Medizin in Freiburg im Breisgau, München, Tübingen und Jena. Während seines Studiums wurde er 1910 Mitglied der Burschenschaft Franconia Freiberg. Das Studium unterbrach er während des Ersten Weltkriegs, wo er unter anderem als Sanitätsunteroffizier in Tübingen und später als Feldunterarzt und den Reservelazaretten in Nürtingen und Friedrichshafen tätig war. Nach dem Krieg promovierte er in Tübingen zum Dr. med. 1919 zog er nach Würzburg, dort arbeitete er als Assistent an der Augenklinik der Universität und machte dort auch die Ausbildung zum Augenarzt, die er 1923 erfolgreich abschließen konnte. Sowohl in Ebingen als auch in Schramberg scheiterte er mit dem Versuch einer eigenen Praxis. Deswegen nahm er eine Tätigkeit im Betrieb seines Vaters, der Hamburg-Amerikanischen Uhrenfabrik auf. Nachdem diese 1927 von Junghans übernommen worden war, zog Landenberger nach Esslingen, wo er erneut eine Augenarzt-Praxis eröffnete, dieses Mal erfolgreich. Im Zweiten Weltkrieg war er kurzzeitig Lazarettarzt, danach setzte ihn das Militär als Musterungsarzt in Esslingen, Waiblingen, Schorndorf und Stuttgart ein. Die Praxis führte er bis 1975, bis dahin war er in einigen beruflichen Organisationen engagiert.
Landenberger heiratete am 23. August 1919 Gertrud Raddatz, die er beim Medizinstudium in Tübingen kennengelernt hatte. Sie starb am 24. November 1975. Das Ehepaar blieb kinderlos.

## Politik
Landenbergers politische Karriere begann 1923, als er in die Deutsche Demokratische Partei eintrat. Bis zur Auflösung der Partei 1933 engagierte er sich dort mit Redebeiträgen. In der Endphase des Zweiten Weltkriegs beteiligte er sich an den Verhandlungen mit den Amerikanern über die friedliche Übergabe der Stadt Esslingen. Joseph J. Taylor, Major der Amerikaner, ernannte ihn am 25. April 1945 zum Landrat des Landkreises Esslingen und am 1. September als Nachfolger von Emil Mackh zum Oberbürgermeister der Stadt Esslingen. In letztgenanntem Amt wurde er im Juni 1946 vom Stadtrat bestätigt, im Posten des Landrats wurde er im August 1946 von Georg Geist abgelöst. Während seiner Amtszeit tagte die Vorläufige Volksvertretung von Württemberg-Baden, der er als Vertreter der Landräte angehörte. 1948 unterlag er bei der Neuwahl des Oberbürgermeisters Dieter Roser. Seitdem konzentrierte sich Landenberger auf seine Tätigkeit als Augenarzt.

## Ehrungen
Am 25. Mai 1977, Landenbergers 85. Geburtstag, erhielt ein Straßenzug in Esslingen den Namen Landenbergerstraße. Im Schloss Schramberg besteht ein Landenberger-Gedächtniszimmer.

## Vermächtnis
Ein großer Teil von Landenbergers Nachlass ist im Esslinger Stadtarchiv aufbewahrt, einen anderen Teil vermachte er teils schon zu Lebzeiten dem Hauptstaatsarchiv Stuttgart. Sein Vermögen ging jeweils zur Hälfte an seinen Geburtsort Schramberg und seinen letzten Wohnort Esslingen. In Schramberg wurde damit das Schloss restauriert und zum Kulturzentrum umgestaltet. In Esslingen ging das Vermögen auf Beschluss des Gemeinderats in die Dr. Fritz-Landenberger-Stiftung über. Diese unterstützt seit 1980 Projekte in Kultur, Kunst und Wissenschaft im Esslinger Stadtgebiet und vergibt seit 1982 den Dr. Fritz Landenberger-Preis. Diesen erhalten insbesondere jüngere Wissenschaftler, die herausragende Arbeiten über die Stadt Esslingen verfasst haben.